# Manyara (region)
Manyara er en af Tanzanias 26 administrative regioner. Regionshovedstaden er Babati. Regionen grænser til Arusha og Kilimanjaro i nord, Tanga i øst, Dodoma i syd og Singida og Shinyanga i vest. Regionen blev udskilt fra Arusha i 2002, og er opkaldt efter Manyarasøen som ligger i den nordlige del af  regionen.
Befolkningen blev i 2009 anslået til 1.337.015 mennesker på et areal af 46.359 km² .  Manyara består af fem distrikter: Mbulu, Babati, Hanang, Simanjiro og Kiketo.

## Eksterne kilder og henvisninger
1. ↑   Statoids, Regions of Tanzania

4°45′S 36°40′Ø / 4.750°S 36.667°Ø